# 胡妙端
胡妙端（？年—1360年），嵊縣（今浙江省嵊州市）人，元朝末年人，嫁給同縣一個姓祝的人家。

## 嚙指題壁
至正二十年（公元1360年），胡妙端被苗人擄到金華縣，打算強娶她為妻，胡妙端堅決不受辱，乘機咬破手指頭，題血詩在牆壁上，後來跳河自殺，三月廿四日，苗族指揮官佩服她的節義，為她立廟祭祀。縣裡的人為廟題額為烈女廟。

## 作品
|                             | 弱質空懷漆室憂，搜山千騎入深幽。旌旗影亂天同慘，金鼓聲淫鬼亦愁。 父母劬勞何日報，夫妻恩愛此時休。九泉有路還歸去，那個雲邊是越州。 |
| ——題壁《元詩紀事·卷三十六》 | |

康熙帝敕命張豫章等人所編纂收錄宋、金、元、明四朝詩作的《御選宋金元明四朝詩》亦有收錄。

## 外部連結
- 中國哲學書電子化計劃列傳《新元史·第一百四十二》 （页面存档备份，存于）
- 中國哲學書電子化計劃列傳《詩女史纂·卷之十二》 （页面存档备份，存于）

## 延伸阅读
[在维基数据编辑]
 《新元史/卷245》，出自柯劭忞《新元史》